# Kulning

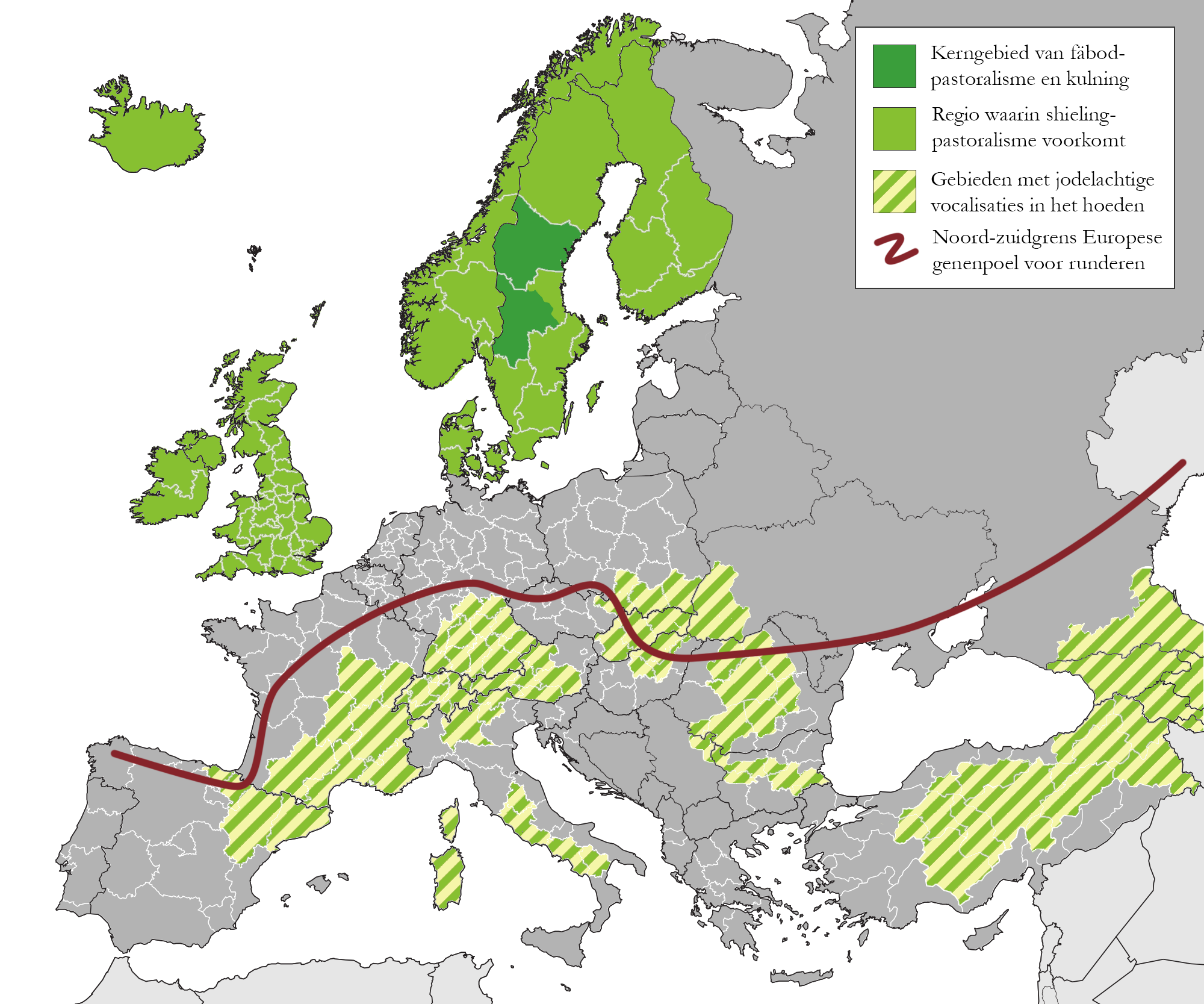
Eine Karte von Europa (einschließlich der Türkei und des Kaukasus) zeigt die Gebiete, in denen Kulning (dunkelgrün), Shieling (hellgrün) und Jodeln (schraffiert) vorkommen.

Kulning (nur in Schweden; Laling oder Kauking in Norwegen und Härjedalen-Jämtland) bezeichnet eine dem Jodler oder dem Joik verwandte vokale Technik, die in Schweden und Norwegen, aber auch in Finnland, auf den Almen angewandt wurde. Die Gesangstechnik dient zur Kommunikation, um die weidenden Tiere zusammenzurufen, oder um Raubtiere wie Wölfe und Bären abzuschrecken. Das zugehörige Verb ist kula beziehungsweise kauke oder kauka. Da seit dem Mittelalter überwiegend Frauen sich um die Tiere kümmerten, wird die Kulning überwiegend von Frauen ausgeübt.
Eine Kulning besteht aus reich verzierten Melodien, traditionell entweder improvisiert oder mit (ehemaliger) Funktion eines informell vereinbarten Signals. Mit einer sehr kräftigen Stimme werden in einer hohen Stimmlage ohne Vibrato diese über viele Kilometer hörbaren Klänge produziert. Es wird eher gesungen, da dies im Gegensatz zum Schreien leichter fällt und die Stimmbänder schont.
Früher sah man die Kulning überhaupt nicht als Musik an, sondern nur als zur Viehhaltung nötiges Werkzeug. Dennoch war sie auch ein beliebtes Mittel, sich in der Einsamkeit oder zwischen weit auseinanderliegenden Almen zu unterhalten, und es schön zu machen, war sehr geschätzt. Heute kommt es zunehmend in der schwedischen und norwegischen Volksmusik und Popmusik vor. Wettbewerbe im Kuhlocken und Kurse zur Kraftgewinnung zeigen, dass auch heute nicht immer nur der musikalische Aspekt im Vordergrund steht.
In Andrej Tarkowskis Film Opfer von 1986 ist die Gesangstechnik mehrfach repräsentiert.